# Självslående fock
En självslående fock är ett försegel som skotas från en skena på samma sätt som ett storsegel. Fördelen med en självslående fock jämfört med en vanlig fock är att den självslående focken själv går över när båten gör en stagvändning utan besättningens ingripande. Självslående fockar har på senare år blivit allt mer vanliga på alla typer av båtar på grund av den enkla hanteringen.

## Konstruktion
Ett självslående fock-system består av en skena placerad på däck direkt framför masten samt en anpassad fock med speciellt skothorn. Skenan går ut max någon meter åt varje håll. Skenan är bockad så att den beskriver en del av en cirkel med förstagets sträckning som rotationsaxel. På detta vis fås samma skotning på focken oavsett var på skenan seglet befinner sig. En vagn på skenan kopplas till förseglets skothorn och därmed kan focken skotas. Skotvinklarna justeras med stoppar eller liknande på skenan precis på samma sätt som med storsegel på skena.

## Fördelar och nackdelar
En självslående fock behöver inte skotas om då båten byter hals på kryss, vilket är en klar fördel åtminstone för ensamseglare och många familjebesättningar.
Konstruktionen förutsätter att seglet är så litet att det kan skotas till en skena för om masten, varför byte till självslående fock innebär mindre segelyta och mindre överlapp på storseglet och därmed mindre drag, i synnerhet på slör om man annars skulle använda genua. För att skillnaden inte skall bli för stor används i allmänhet lattor, vilket försvårar användning av rullfocksystem för detta segel.
Den självslående focken kan på större båtar kombineras med ett yttre försegel, såsom genua eller klyvare.